# The Second Greatest Sex
The Second Greatest Sex (bra: Quando Elas Mandam) é um filme de comédia musical estadunidense de 1955 dirigido por George Marshall e estrelado por Jeanne Crain e George Nader. O filme foi inspirado na comédia Lisístrata de Aristófanes.

## Elenco
- Jeanne Crain ...Liza McClure
- George Nader ...Matt Davis
- Kitty Kallen ...Katy Conors
- Bert Lahr ...Job McClure
- Mamie Van Doren ...Birdie Snyder
- Keith Andes ...Rev. Peter Maxwell
- Kathleen Case ...Tilda Bean
- Paul Gilbert ...Roscoe Dobbs
- Tommy Rall ...Alf Connors
- George D. Wallace ...Simon Clegghorn
- Edna Skinner ...Cassie Slater
- Jimmy Boyd ...Newt McClure
- Sheb Wooley ...Silas